# Paranerita bione
Paranerita bione är en fjärilsart som beskrevs av Jones 1914. Paranerita bione ingår i släktet Paranerita och familjen björnspinnare. Inga underarter finns listade i Catalogue of Life.